# Ai Ogura
Ai Ogura, född 26 januari 2001 i Tokyo, är en japansk motorcykelförare som tävlar i grenen roadracing. Sedan 2021 tävlar han i Moto2-världsmästerskapet i Grand Prix Roadracing. Världsmästare i Moto2 säsongen 2024. Ogura tävlar med startnummer 79 på sin motorcykel.
Ogura tävlade år 2015 i Idemitsu Asia Talent Cup som är en förberedande klass till Moto3-VM. Han kom på femte plats 2015 och fortsatte i klassen 2016 då han kom på andra plats. Säsongen 2017 tävlade Ogura i Red Bull MotoGP Rookies Cup samt juniorvärldsmästerskapen i Moto3. Även 2018 körde Ogura junior-VM och slutade på femte plats. Han gjorde också VM-debut 2018 som wildcard och körde fyra Grand Prix. Roadracing-VM 2019 fick Ogura kontrakt som ordinarie Grand Prix-förare i Moto3 hos stallet Honda Team Asia och kom på tionde plats i VM. Han fortsatte i samma stall säsongen 2020 och sluta trea i VM-tabellen.
Säsongen 2021 flyttade Ogura upp till Moto2-klassen, fortsatt i Honda Team Asia-stallet. Han kom på åttonde plats i VM. Säsongen 2022 var Ogura med i kampen om VM-titeln. Två krascher i slutet av säsongen gjorde att Augusto Fernandez kunde ta världsmästartiteln. Ogura kom på andra plats med sju pallplatser, varav tre segrar. Ogura var favorit att bli världsmästare 2023, men det stämde inte alls. Han kom på åttonde plats i VM. Till säsongen 2024 bytte Ogura stall till MT Helmets MSI och motorcykel från Kalex till Boscuscuro.

## Framskjutna placeringar
Uppdaterad till 2020-11-10.
| Nr | Grand Prix | År   |
| -- | ---------- | ---- |
| 1  | Aragonien  | 2019 |
| 2  | Spanien    | 2020 |
| 3  | San Marino | 2020 |

| Nr | Grand Prix     | År   |
| -- | -------------- | ---- |
| 1  | Qatar          | 2020 |
| 2  | Tjeckien       | 2020 |
| 3  | Steiermark     | 2020 |
| 4  | Emilia-Romagna | 2020 |
| 5  | Europa         | 2020 |